# Collegio di Birkenhead
Birkenhead è un collegio elettorale situato nel Merseyside, nel Nord Ovest dell'Inghilterra, e rappresentato alla Camera dei comuni del Parlamento del Regno Unito. Elegge un membro del parlamento con il sistema first-past-the-post, ossia maggioritario a turno unico; l'attuale parlamentare è Alison McGovern, eletta con Partito Laburista, nel 2024.

## Estensione
L'Enfranchising Act stabilì che il collegio dovesse consistere della cappelleria extra-parrocchiale di Birkenhead, le città di Blaughton, Tranmere e Oxton, e la parte di Bebington ad est della strada tra Higher Tranmere e Lower Bebbington.
- 1950-1974: il County Borough di Birkenhead, eccetto i ward compresi nel collegio di Bebington.
- 1974-1983: i ward del County Borough di Birkenhead di Argyle, Bebington, Cathcart, Claughton, Cleveland, Clifton, Devonshire, Egerton, Gilbrook, Grange, Holt, Mersey, Oxton e St James.
- 1983-2010: i ward del borgo metropolitano di Wirral di Bidston, Birkenhead, Claughton, Egerton, Oxton e Tranmere.
- 2010-2024: i ward del borgo metropolitano di Wirral di Bidston and St James, Birkenhead and Tranmere, Claughton, Oxton, Prenton e Rock Ferry.
- dal 2024: come sopra, ma con in aggiunta il ward di Wirral Borough di Bebington, tolto dal collegio di Wirral South.

Il collegio comprende la città di Birkenhead, sulla penisola di Wirral, e i villaggi circostanti di Bidston, Claughton, Onton, Prenton, Rock Ferry e Tranmere.

## Membri del parlamento
| Elezione | Elezione            | Deputato              | Partito               |
| -------- | ------------------- | --------------------- | --------------------- |
|          | 1861 (S)            | John Laird            | Conservatore          |
| 1874     | David MacIver       |                       | Conservatore          |
| 1885     | Edward Bruce Hamley |                       | Conservatore          |
| 1892     | Arnold Keppel       |                       | Conservatore          |
| 1894 (S) | Elliott Lees        |                       | Conservatore          |
|          | 1906                | Henry Harvey Vivian   | Liberal-laburista     |
|          | Dic 1910            | Alfred Bigland        | Conservatore          |
|          | 1918                | Collegio abolito      | Collegio abolito      |
|          | 1950                | Collegio ri-istituito | Collegio ri-istituito |
|          | 1950                | Percy Collick         | Laburista             |
| 1964     | Edmund Dell         |                       | Laburista             |
| 1979     | Frank Field         |                       | Laburista             |
|          | Frank Field         | 2018                  | Indipendente          |
|          | 2019                | Mick Whitley          | Laburista             |
| 2024     | Alison McGovern     |                       | Laburista             |

## Elezioni

### Elezioni negli anni 2020
| Partito                    | Partito                                | Candidato                  | Risultati 4 luglio 2024 | Risultati 4 luglio 2024 |
| Partito                    | Partito                                | Candidato                  | Voti                    | %                       |
| -------------------------- | -------------------------------------- | -------------------------- | ----------------------- | ----------------------- |
|                            | Laburista                              | Alison McGovern            | 22 468                  | 52,09                   |
|                            | Verdi                                  | Jo Bird                    | 8 670                   | 20,10                   |
|                            | Reform UK                              | Tony Stanley               | 6 142                   | 14,24                   |
|                            | Conservatore                           | Sarah Payne                | 3 238                   | 7,51                    |
|                            | Lib Dem                                | Stuart Kelly               | 2 292                   | 5,31                    |
|                            | Freedom Alliance                       | Catherine Evans            | 324                     | 0,75                    |
|                            |                                        |                            |                         |                         |
| Iscritti                   | Iscritti                               | Iscritti                   | 78 091                  | 100,00                  |
| ↳ Votanti (% su iscritti)  | ↳ Votanti (% su iscritti)              | ↳ Votanti (% su iscritti)  | 43 276                  | 55,42                   |
| ↳ Astenuti (% su iscritti) | ↳ Astenuti (% su iscritti)             | ↳ Astenuti (% su iscritti) | 34 815                  | 44,58                   |
|                            |                                        |                            |                         |                         |
|                            | Esito: collegio confermato a Laburista |                            |                         |                         |

### Elezioni negli anni 2010
| Partito                    | Partito                                | Candidato                  | Risultati 12 dicembre 2019 | Risultati 12 dicembre 2019 |
| Partito                    | Partito                                | Candidato                  | Voti                       | %                          |
| -------------------------- | -------------------------------------- | -------------------------- | -------------------------- | -------------------------- |
|                            | Laburista                              | Mick Whitley               | 24 990                     | 59,04                      |
|                            | Birkenhead Social Justice              | Frank Field                | 7 285                      | 17,21                      |
|                            | Conservatore                           | Claire Rowles              | 5 540                      | 13,09                      |
|                            | Lib Dem                                | Stuart Kelly               | 1 620                      | 3,83                       |
|                            | Brexit                                 | Darren Lythgoe             | 1 489                      | 3,52                       |
|                            | Verdi                                  | Pat Cleary                 | 1 405                      | 3,32                       |
|                            |                                        |                            |                            |                            |
| Iscritti                   | Iscritti                               | Iscritti                   | 63 762                     | 100,00                     |
| ↳ Votanti (% su iscritti)  | ↳ Votanti (% su iscritti)              | ↳ Votanti (% su iscritti)  | 42 329                     | 66,39                      |
| ↳ Astenuti (% su iscritti) | ↳ Astenuti (% su iscritti)             | ↳ Astenuti (% su iscritti) | 21 433                     | 33,61                      |
|                            |                                        |                            |                            |                            |
|                            | Esito: collegio confermato a Laburista |                            |                            |                            |

| Partito                    | Partito                                | Candidato                  | Risultati 8 giugno 2017 | Risultati 8 giugno 2017 |
| Partito                    | Partito                                | Candidato                  | Voti                    | %                       |
| -------------------------- | -------------------------------------- | -------------------------- | ----------------------- | ----------------------- |
|                            | Laburista                              | Frank Field                | 33 558                  | 76,86                   |
|                            | Conservatore                           | Stewart Gardiner           | 8 044                   | 18,42                   |
|                            | Lib Dem                                | Allan Brame                | 1 118                   | 2,56                    |
|                            | Verdi                                  | Jayne Clough               | 943                     | 2,16                    |
|                            |                                        |                            |                         |                         |
| Iscritti                   | Iscritti                               | Iscritti                   | 64 494                  | 100,00                  |
| ↳ Votanti (% su iscritti)  | ↳ Votanti (% su iscritti)              | ↳ Votanti (% su iscritti)  | 43 663                  | 67,70                   |
| ↳ Astenuti (% su iscritti) | ↳ Astenuti (% su iscritti)             | ↳ Astenuti (% su iscritti) | 20 831                  | 32,30                   |
|                            |                                        |                            |                         |                         |
|                            | Esito: collegio confermato a Laburista |                            |                         |                         |

| Partito                    | Partito                                | Candidato                  | Risultati 7 maggio 2015 | Risultati 7 maggio 2015 |
| Partito                    | Partito                                | Candidato                  | Voti                    | %                       |
| -------------------------- | -------------------------------------- | -------------------------- | ----------------------- | ----------------------- |
|                            | Laburista                              | Frank Field                | 26 468                  | 67,62                   |
|                            | Conservatore                           | Clark Vasey                | 5 816                   | 14,86                   |
|                            | UKIP                                   | Wayne Harling              | 3 838                   | 9,80                    |
|                            | Verdi                                  | Kenny Peers                | 1 626                   | 4,15                    |
|                            | Lib Dem                                | Allan Brame                | 1 396                   | 3,57                    |
|                            |                                        |                            |                         |                         |
| Iscritti                   | Iscritti                               | Iscritti                   | 62 430                  | 100,00                  |
| ↳ Votanti (% su iscritti)  | ↳ Votanti (% su iscritti)              | ↳ Votanti (% su iscritti)  | 39 144                  | 62,70                   |
| ↳ Astenuti (% su iscritti) | ↳ Astenuti (% su iscritti)             | ↳ Astenuti (% su iscritti) | 23 286                  | 37,30                   |
|                            |                                        |                            |                         |                         |
|                            | Esito: collegio confermato a Laburista |                            |                         |                         |

| Partito                    | Partito                                | Candidato                  | Risultati 6 maggio 2010 | Risultati 6 maggio 2010 |
| Partito                    | Partito                                | Candidato                  | Voti                    | %                       |
| -------------------------- | -------------------------------------- | -------------------------- | ----------------------- | ----------------------- |
|                            | Laburista                              | Frank Field                | 22 082                  | 62,51                   |
|                            | Conservatore                           | Andrew Gilbert             | 6 687                   | 18,93                   |
|                            | Lib Dem                                | Stuart Kelly               | 6 554                   | 18,55                   |
|                            |                                        |                            |                         |                         |
| Iscritti                   | Iscritti                               | Iscritti                   | 62 761                  | 100,00                  |
| ↳ Votanti (% su iscritti)  | ↳ Votanti (% su iscritti)              | ↳ Votanti (% su iscritti)  | 35 523                  | 56,60                   |
| ↳ Astenuti (% su iscritti) | ↳ Astenuti (% su iscritti)             | ↳ Astenuti (% su iscritti) | 27 238                  | 43,40                   |
|                            |                                        |                            |                         |                         |
|                            | Esito: collegio confermato a Laburista |                            |                         |                         |

### Elezioni negli anni 2000
| Partito                    | Partito                                | Candidato                  | Risultati 5 maggio 2005 | Risultati 5 maggio 2005 |
| Partito                    | Partito                                | Candidato                  | Voti                    | %                       |
| -------------------------- | -------------------------------------- | -------------------------- | ----------------------- | ----------------------- |
|                            | Laburista                              | Frank Field                | 18 059                  | 64,99                   |
|                            | Lib Dem                                | Stuart Kelly               | 5 125                   | 18,44                   |
|                            | Conservatore                           | Howard Morton              | 4 602                   | 16,56                   |
|                            |                                        |                            |                         |                         |
| Iscritti                   | Iscritti                               | Iscritti                   | 57 055                  | 100,00                  |
| ↳ Votanti (% su iscritti)  | ↳ Votanti (% su iscritti)              | ↳ Votanti (% su iscritti)  | 27 786                  | 48,70                   |
| ↳ Astenuti (% su iscritti) | ↳ Astenuti (% su iscritti)             | ↳ Astenuti (% su iscritti) | 29 269                  | 51,30                   |
|                            |                                        |                            |                         |                         |
|                            | Esito: collegio confermato a Laburista |                            |                         |                         |

| Partito                    | Partito                                | Candidato                  | Risultati 7 giugno 2001 | Risultati 7 giugno 2001 |
| Partito                    | Partito                                | Candidato                  | Voti                    | %                       |
| -------------------------- | -------------------------------------- | -------------------------- | ----------------------- | ----------------------- |
|                            | Laburista                              | Frank Field                | 20 418                  | 70,49                   |
|                            | Conservatore                           | Brian Stewart              | 4 827                   | 16,66                   |
|                            | Lib Dem                                | Roy Wood                   | 3 722                   | 12,85                   |
|                            |                                        |                            |                         |                         |
| Iscritti                   | Iscritti                               | Iscritti                   | 59 973                  | 100,00                  |
| ↳ Votanti (% su iscritti)  | ↳ Votanti (% su iscritti)              | ↳ Votanti (% su iscritti)  | 28 967                  | 48,30                   |
| ↳ Astenuti (% su iscritti) | ↳ Astenuti (% su iscritti)             | ↳ Astenuti (% su iscritti) | 31 006                  | 51,70                   |
|                            |                                        |                            |                         |                         |
|                            | Esito: collegio confermato a Laburista |                            |                         |                         |

## Risultati dei referendum

### Referendum sulla permanenza del Regno Unito nell'Unione europea del 2016
|             | Collegio   | Lasciare UE % | Rimanere in UE % |
| ----------- | ---------- | ------------- | ---------------- |
|             | Birkenhead | 51,7%         | 48,3%            |
| Inghilterra | 53,3%      | 46,7%         |                  |
| Regno Unito | 51,9%      | 48,1%         |                  |